# Литературный музей Дублина
Литературный музей Дублина (англ. Dublin Writers Museum) открылся в ноябре 1991 года и расположен по адресу Парнелл-сквер,18. Музей расположен в здании XVIII века, где размещены экспозиция, библиотека, галерея и администрация. В пристройке к зданию музея находится кафе и книжный магазин на первом этаже, а на верхних этажах — выставочные и лекционные залы. В соседнем здании (дом № 19) расположен Центр писателей Ирландии, где размещаются Союз писателей Ирландии, Общество ирландских драматургов, Irish Children’s Book Trust и Ассоциация ирландских переводчиков. Подвал обоих зданий занимает ресторан под названием «Первая глава» (англ. Chapter One).
Музей был создан с целью привлечения внимания общественности к ирландской литературе в целом и в жизни и деятельности отдельных ирландских писателей. Благодаря близости к Центру писателей Ирландии музей обеспечивает постоянное взаимодействие с кругами литераторов. На национальном уровне он действует как центр, дополняющий экспозиции музеев, посвященным отдельным писателям, таким как Джеймс Джойс, Джордж Бернард Шоу, Уильям Батлер Йейтс и Патрик Пирс.
В музее представлено творчество как писателей, пользующихся всемирной известностью, так и местных, дублинских литераторов.
В музее размещены портреты ирландских писателей, в том числе оригиналы работ таких художников, как Патрик Свифт, Реджинальд Грей, Эдвард МакГир и Гарри Кернофф.
Ирландский политик Дэвид Норрис, который в 2011 году баллотировался в президенты Ирландии, начал свою предвыборную кампанию с посещения литературного музея Дублина 5 октября 2011 г.